# Westliche Hainleite
Westliche Hainleite ist ein Naturschutzgebiet in Thüringen.

## Geographische Lage
Das Naturschutzgebiet befindet sich im Südwesten des Landkreises Nordhausen an der Grenze zum Kyffhäuserkreis. Es umfasst den Richtung Wippertal gelegenen Teil der Hainleite südlich von Großlohra bis nach Hainrode. Die wichtigsten Berge sind Der Berg (451,1 m), der Steckenberg (423,9 m) und der Kains (ca. 415 m), die auf einem Bergsporn (410 m) gelegene Burg Lohra befindet sich am Rand des Schutzgebietes. Durch Erosion entstandene Einschnitte an der Abbruchkante der Hainleite sind die Quellgebiete kleinerer Zuflüsse zur Wipper, wie der Renkgraben bei Friedrichslohra und der Hainröder Bach.

## Naturschutzgebiet
Das 945,9 ha große Naturschutzgebiet, das im Jahr 2004 als solches ausgewiesen wurde, liegt im äußersten Nordwesten der Hainleite am Übergang zum Dün und innerhalb des 1170 ha großen FFH- und Vogelschutzgebietes Westliche Hainleite – Wöbelsburg. Das NSG Wöbelsburg liegt unweit östlich ebenfalls an der Abbruchkante der Hainleite.